# Siero
Siero är en kommun i Spanien.  Den ligger i den autonoma regionen Asturien i norra delen av landet, 400 km nordväst om huvudstaden Madrid. Antalet invånare är 52 593 (2024). Arean är 211,23 kvadratkilometer. Siero gränsar till Villaviciosa, Sariego, Nava, Langreo, San Martín del Rey Aurelio, Oviedo, Llanera, Noreña, Gijón och Bimenes. 
Pola de Siero är kommunens centralort.